# Luther Blissett (pseudonimo)

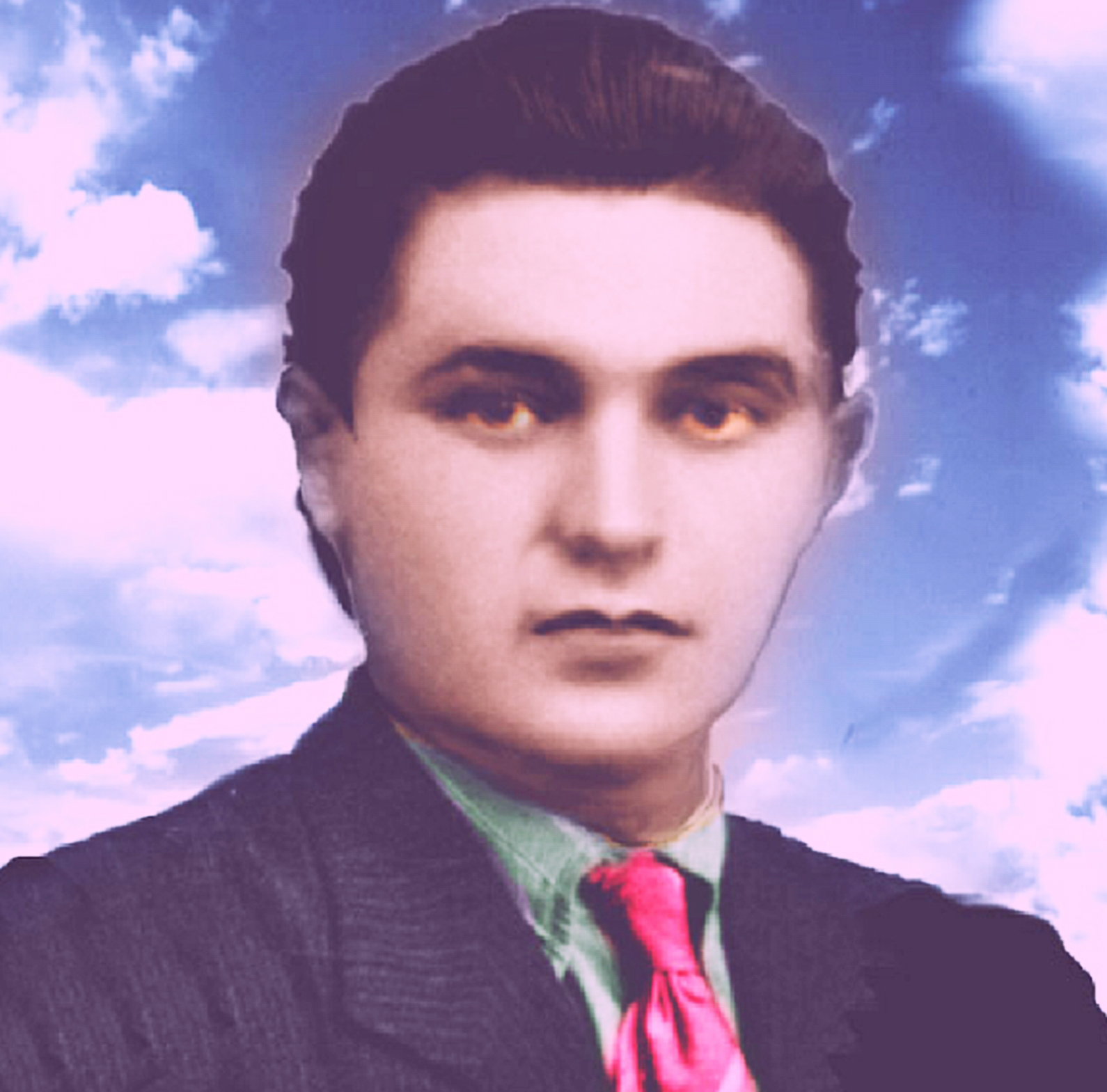
La "fotografia" di Luther Blissett creata da Alberti e Bianco nel 1994.

Luther Blissett è uno pseudonimo collettivo – a volte definito "nome improprio", "nome di uso multiplo" e "nome multiplo" – utilizzato da un numero imprecisato di artisti, attivisti, performer, riviste underground e collettivi di occupazioni di edifici, diffusosi a partire dall'Italia alla metà degli anni novanta.
Programmatica l'omonimia con il centravanti inglese di origine giamaicana Luther Blissett, ingaggiato dal Milan per la stagione 1983-84 e tornato in Inghilterra dopo risultati deludenti. I motivi per cui, dieci anni più tardi, fu scelto proprio il suo nome non sono mai stati chiariti.

## Storia

### Gli inizi
"Luther Blissett" appare per la prima volta in Italia, a Bologna, nella tarda estate del 1994. Secondo l'artista grafico ed editore Piermario Ciani (1951-2006), tra i primi a diffondere lo pseudonimo in Italia, il piano per lanciare "Luther Blissett" fu "architettato tra Bologna e Rovigo, con la complicità di un vecchio artista postale in disuso". La "prima esplosione" ebbe luogo in Friuli. Il riferimento è alla beffa contro la trasmissione televisiva Chi l'ha visto (cfr. la sezione "Azioni di Luther Blissett in Italia"), messa in atto nel dicembre 1994 ma preparata nei due mesi precedenti.
Tramite iniziative di vario genere - sabotaggi, performance, manifestazioni, pubblicazioni, video, trasmissioni radiofoniche - lo pseudonimo si diffonde rapidamente in varie città italiane ed europee, come Roma e Londra, poi in Germania, Spagna e Slovenia. Sporadiche apparizioni di Luther Blissett saranno notate anche in Canada, Stati Uniti e Brasile.
Nell'ottobre 1994, allo scopo di rendere "Luther Blissett" un'icona pop, a Bologna due artisti grafici – Andrea Alberti e Edi Bianco – lavorano su fotoritratti degli anni trenta e creano un volto fittizio.

### Caratteristiche del progetto
(Wu Ming 2, ex-membro del Luther Blissett Project)
Fin dai primi tempi si coglie una distinzione tra Luther Blissett, pseudonimo che chiunque può utilizzare, e il Luther Blissett Project, “un network organizzato dentro la comunità aperta”, attivo soprattutto in Italia, impegnato a definire e mettere in campo strategie di utilizzo del nome.
Collegati al Luther Blissett Project sono i collettivi MIR (Men In Red), dedito all'ufologia radicale e protagonista - soprattutto nel biennio 1998-1999 - di exploit clamorosi, e AAA (Associazione Astronauti Autonomi).

### L'apice e il "Seppuku"
Lo pseudonimo tocca l'apice della celebrità quando viene utilizzato per firmare il romanzo Q, pubblicato nel 1999. Al punto che, in quello stesso anno, il "Rapporto Italia" dell'istituto Eurispes include – nel capitolo V dedicato al tema "Menzogna/verità" – una lunga scheda sulla diffusione dello pseudonimo, intitolata "L'insurrezione invisibile: il caso Luther Blissett".
Il 31 dicembre 1999 attiviste e attivisti del LBP compiono un suicidio simbolico, chiamato “il Seppuku”. Nel comunicato che lo annuncia, il Seppuku viene definito "l'ultimo, estremo, radicale darsi alla macchia di un eroe popolare”:
Non si tratta di propugnare una soluzione nichilista e rinunciataria, ma di scegliere la vita. Il seppuku non è una direttiva, Luther Blissett è un nome che chiunque può continuare ad usare anche dopo il Capodanno del Duemila. Ci sono paesi in cui la lotta è appena cominciata ed è bene augurarsi che prosegua.
Il seppuku è un suggerimento per tutti coloro che usano il nome da almeno un lustro, per dare spazio a nuovi stili di quest'arte marziale, facendo fiorire e proliferare i piani quinquennali di chi utilizza il multiple name da poco tempo. Occorre essere stranieri senza nome in territori sconosciuti: per alcuni questo vuol dire iniziare o continuare a chiamarsi L.B., per altri significa necessariamente il contrario.
Così il seppuku non è la fine di Luther Blissett, ma l'inizio di una nuova fase, di un nuovo modo di servirsi della sua faccia e del suo nome. Per chi vi prenderà parte il suicidio di Blissett significherà smettere di firmarsi con quella sigla, ma proseguire un cammino.»
Il Seppuku sarà commemorato nel CD Luther Blissett: The Open Pop Star (WOT4, 2000), con la partecipazione di artisti come il giapponese Merzbow, Klasse Kriminale e Le Forbici di Manitù, del "vandalo artistico" Piero Cannata e del filosofo francese Jacques Camatte.
Nel 2000 i quattro autori di Q, insieme a un quinto scrittore, formano il collettivo Wu Ming.

## Azioni di Luther Blissett in Italia

### Uso del falso e beffe mediatiche

#### La beffa aChi l'ha visto?
Nel 1995 l'artista inglese Harry Kipper scompare al confine tra Friuli-Venezia Giulia e Slovenia mentre è impegnato in un giro psicogeografico in mountain bike, il cui scopo è tracciare sulla mappa d'Europa la parola "ART". È scomparso mentre disegnava la T. La trasmissione Chi l'ha visto? si interessa al caso, inviando una troupe sui luoghi della presunta scomparsa e a Londra, presunta città natale dell'artista. Solo all'ultimo momento prima di andare in onda la redazione capisce che Harry Kipper non esiste.

#### La falsa notizia su Naomi Campbell
Nel 1995 il quotidiano Il Resto del Carlino pubblica la notizia della presenza a Bologna della modella Naomi Campbell per effettuare un intervento estetico. La rivelazione che la notizia è falsa causa scompiglio nella redazione del giornale bolognese.

#### net.gener@tion: la beffa alla Mondadori
Nel 1996 alcuni aderenti al progetto forniscono alla casa editrice Mondadori, interessata a sfruttare commercialmente il fenomeno mediatico, alcuni testi alla rinfusa tratti da internet. Mondadori li pubblica con il titolo net.gener@tion presentandole come "il manifesto delle nuove libertà”.

#### Il falso arresto di Pierino Gelmini
Nel 1997 molti quotidiani italiani pubblicano la notizia dell'arresto di Gelmini, discusso fondatore di alcune comunità di recupero per tossicodipendenti, per abusi sessuali su minori. La notizia, diffusa da Luther Blissett con una telefonata all'Ansa, è falsa ma destinata a tramutarsi in realtà dieci anni dopo, quando Gelmini verrà davvero indagato per le stesse fattispecie di reato.

#### Le "beffe sataniche" di Viterbo
Tra il 1995 e il 1997 i quotidiani di Viterbo denunciano la pratica di messe nere e di violenze a scopo rituale nei boschi intorno alla città. I giornali condiscono di dettagli le azioni dei satanisti e la notizia finisce anche su Studio Aperto, dando origine ad una psicosi collettiva nella città laziale. La rivendicazione dell'articolata beffa da parte di Luther Blissett avviene in una puntata di TV7, il settimanale del TG1.

#### L'artista inesistente Darko Maver
Nel 1999 l'artista serbo Darko Maver viene selezionato alla Biennale di Venezia per esporre alcune sue opere; prima dell'esposizione, viene annunciata la morte dell'artista sotto un bombardamento NATO. La Biennale decide di allestire comunque una galleria postuma, ma in realtà Darko Maver non è mai esistito e la beffa viene rivendicata dal Luther Blissett Project, da cui per l'occasione germoglia un nuovo gruppo, 0100101110101101.ORG, in seguito auto-identificatosi nel duo Eva e Franco Mattes.

#### Il falso sito del Vaticano
Dal 1998 ai primi giorni del 2000, realizzato da Luther Blissett, rimane on line un falso sito del Vaticano, vaticano.org, dalla grafica identica a quella del sito ufficiale, vatican.va, ma dall'intento satirico e depistante, contenente un falso programma del Giubileo del 2000 e testi manipolati di encicliche papali.

#### Altri falsi
Nel 1997 Blissett diffonde la falsa notizia del suicidio di Susanna Tamaro, allora all'apice della popolarità dopo la pubblicazione di Va' dove ti porta il cuore.
Il 30 settembre 2015, Luther Blissett rivendica una beffa a Ryanair, consistente nel falso annuncio da parte della compagnia di voler imbarcare sui propri aerei profughi senza permesso di soggiorno.

### Performance e interventi nello spazio urbano
Nel biennio 1995-1996 Luther Blissett organizza "derive psicogeografiche" collettive, pratica di derivazione situazionista, coordinate per via radiofonica dalla trasmissione Radio Blissett a Roma e a Bologna. La sera del 18 marzo 1995, durante una di tali derive realizzata sulla rete tranviaria romana, circa cento persone occupano un autobus per tenervi una "festa itinerante". La polizia blocca il mezzo e ferma venti partecipanti all'evento. Quattro di loro verranno processati per resistenza e oltraggio.. Nello stesso anno Luther Blissett prende parte a Disordinazioni, progetti sull'intervento urbano..
Per tutto il biennio 1995-1997, soprattutto a Bologna, Luther Blissett organizza performance di "teatro situazionautico" - non "situazionistico" come a volte si legge. 
Oltre alle derive e alle performance si moltiplicano gli interventi teorici su urbanistica e vita urbana, pubblicati sulla rivista Luther Blissett o letti durante convegni. Il 17 dicembre 1996 si tiene presso il Cinema Imperiale di Guidonia un convegno sull'ambiente, con la partecipazione di amministratori locali, del mondo associativo e di numerosi cittadini. Viene letta la relazione di Luther Blissett, presentato come "ordinario di Psicogeografia all'Università di Roma", naturalmente assente all'incontro ma latore di un interessante punto di vista sulla cosiddetta “Fascia di scarto”.

### Casi editoriali e letterari
Connessa alle beffe sataniche di Viterbo è la pubblicazione, nel 1997, del pamphlet Lasciate che i bimbi. Pedofilia: un pretesto per la caccia alle streghe, saggio che analizza il caso del linciaggio mediatico del satanista bolognese Marco Dimitri, ingiustamente accusato di violenza sessuale e abuso rituale ai danni di minore. Il libro è a sua volta oggetto di un'azione legale e di un processo, vedi la sezione Ripercussioni giudiziarie.
Nel 1999 il romanzo Q arriva alla finale del Premio Strega 1999, ma gli autori disertano la cerimonia. "Lo Strega è una buffonata, una delle tante istituzioni inutili di questo Paese.", dichiarano con due mesi d'anticipo all'inserto Io Donna del Corriere della Sera, 15 maggio 1999. «Naturalmente non ci interessa vincere», aggiungono, "anche perché il primo posto è sempre assegnato in anticipo, ma se per caso dovessimo entrare nella cinquina, abbiamo consigliato alla Einaudi di comprarci il quarto posto." In un'altra intervista, stavolta sul quotidiano L'Unità del 30 aprile 1999, avevano detto: «Il Premio Strega è più truccato di Sanremo e quest'anno è già appaltato alla Maraini». Mancano ancora cinque settimane alla finale, che il 9 luglio porterà effettivamente Luther Blissett al quarto posto e incoronerà vincitrice Dacia Maraini con la raccolta di racconti Buio.

## Presunto ruolo di Umberto Eco

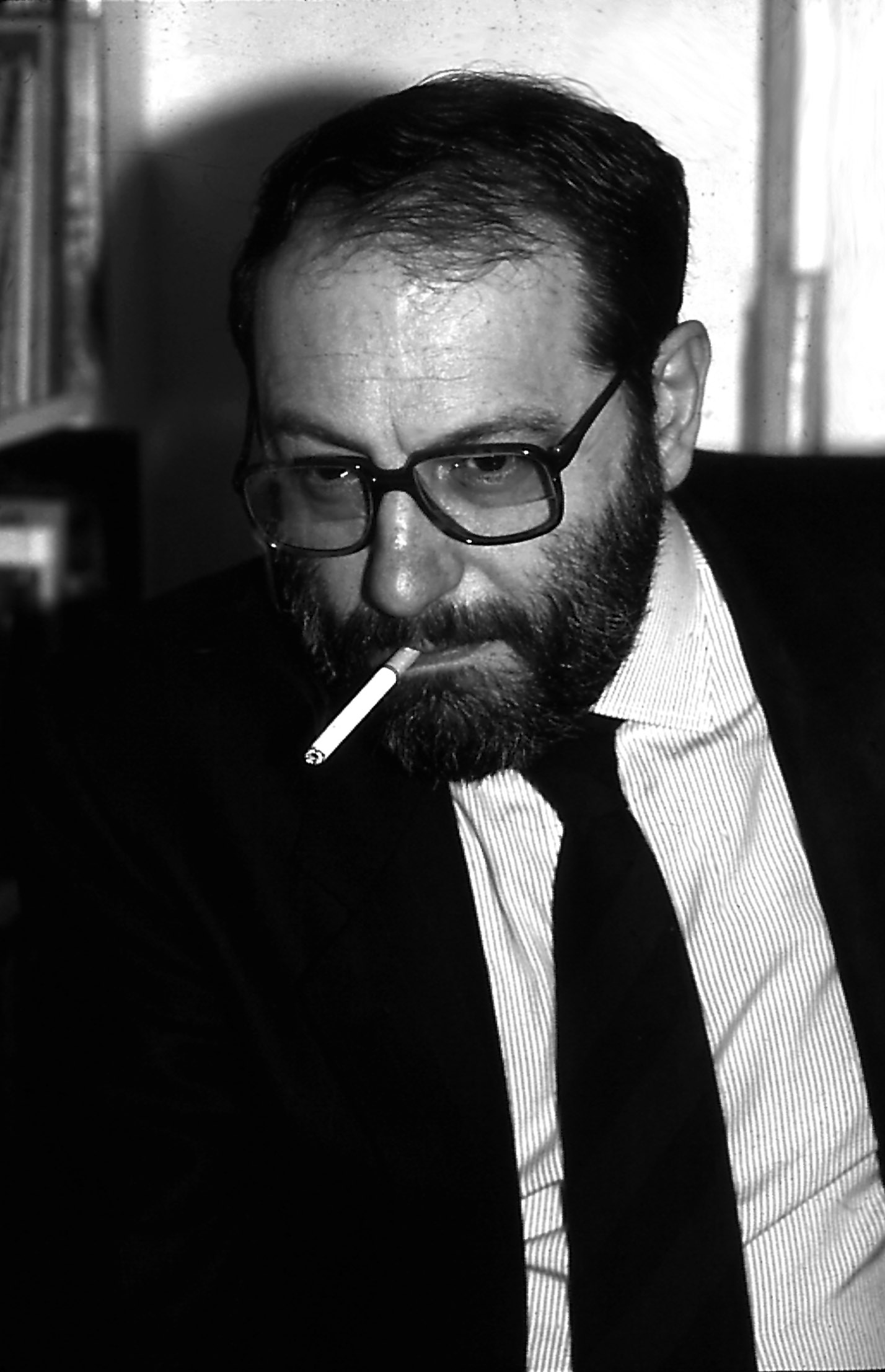
Umberto Eco nel 1981.

Il settimanale tedesco Der Spiegel, nel numero del 25 maggio 1997, trattando della diffusione di Blissett in Europa, indica lo scrittore e semiologo Umberto Eco tra i capostipiti del progetto.
Nello stesso anno viene diffuso, sul web e come opuscolo rilegato a punto metallico, un pamphlet intitolato Il nome multiplo di Umberto Eco. L'egemonia della sinistra da Gramsci a Internet , pubblicazione anti-Blissett firmata "K.M.A." e attribuita ad ambienti di estrema destra. Nell'opuscolo l'intero progetto Luther Blissett è ascritto a un circolo segreto di semiologi dell'Università di Bologna, il cui capofila sarebbe appunto Eco.
L'uscita di Q incoraggia nuovi paragoni e collegamenti. Il 25 febbraio 1999 su Panorama si legge:
Il 6 marzo 1999 Il Messaggero dà notizia di una smentita da parte di Eco: «Inutile chiedersi chi si nasconde dietro il Luther Blissett di Q. È Umberto Eco (che ha già smentito)? È Bifo? Un gruppo di giovani dell'università di Bologna? Lui, di sicuro, se la sta ridendo, mentre sorseggia un caffè, come il ribelle protagonista del suo romanzo, alla corte di qualche potente.»
Il giorno stesso, La Repubblica pubblica un'intervista di Loredana Lipperini ai quattro autori di Q, con questa premessa: «la storia [...] è piaciuta a più di un illustre lettore che ha potuto gustarla in anteprima e ha alimentato ciò che era prevedibile: la caccia al vero autore, fin qui identificato in prelati eretici e, naturalmente, in Umberto Eco. Le cose stanno diversamente. Gli autori sono quattro e sono nel "Luther Blissett Project" fin dai suoi esordi.»
Nel 2021 Wu Ming 1 rivela che Il nome multiplo di Umberto Eco era a sua volta una beffa blissettiana, che K.M.A. “stava semplicemente per Kiss My Ass” e che “il vero autore del pamphlet è un membro del Luther Blissett Project, oggi filosofo dei media, apprezzato docente in un’università tedesca e teorico del cosiddetto ‘accelerazionismo’.”

## Ripercussioni giudiziarie
Nel 1997 la Casa Editrice Castelvecchi pubblica a nome del collettivo Luther Blissett il libro Lasciate che i bimbi. Pedofilia: un pretesto per la caccia alle streghe. All'interno del libro viene affrontata la vicenda giudiziaria di Marco Dimitri e dei Bambini di Satana, risoltasi in un'assoluzione generale dopo anni di indagini e di processi.
Il libro è recensito su diverse testate nazionali. Secondo Il Sole 24 Ore del 25/01/1998, Lasciate che i bimbi mostra «a quali errori possa condurre l'ossessione per la pedofilia e la voglia di vendetta, specie se la smania è alimentata dalla voglia di scoop della stampa […] un invito al buon senso e alla cautela, e una messa al bando della logica perversa del capro espiatorio». Su La Repubblica il libro è definito «un salutare antidoto all'isteria collettiva che [...] ha preso l'intero universo della comunicazione». Ciononostante, il volume fa scandalo, tanto da essere accusato di pedofilia, censurato sulla rete civica romana e messo all'indice dall'associazione "Telefono Arcobaleno" di Fortunato Di Noto, un sacerdote da anni in lotta contro la pedofilia.
Nel libro il collettivo attacca pesantemente Lucia Musti, pubblico ministero al processo contro i Bambini di Satana. Musti intenta una causa civile – per il “linguaggio incivile” e “la lesività delle affermazioni e dei giudizi contenuti” nel libro – contro la casa editrice e i due internet provider che hanno diffuso in rete il libro. Al processo la Castelvecchi presenta un documento dal quale risulta che a nome del collettivo Luther Blissett il contratto per la pubblicazione è stato firmato da Roberto Bui (in seguito Wu Ming 1). Di conseguenza, anche quest'ultimo è citato in giudizio.
Il 14 giugno 2001 il Tribunale Civile di Bologna condanna la Castelvecchi e i due internet provider, ingiungendo loro di rifondere a Lucia Musti la somma di ottanta milioni di lire, trenta dei quali in carico alla casa editrice. Bui è condannato in concorso con la Castelvecchi a rifondere il 50% della somma ad essa attribuita. La vicenda è ricostruita nei dettagli nel libro di Wu Ming 1 La Q di Qomplotto.

## Pubblicazioni a firma Luther Blissett
- Luther Blissett, Guy Debord è morto davvero, Crash Autoproduzioni, Cayenna Outgestita, Feltre 1995
- Luther Blissett - Rivista Mondiale di Guerra Psichica e adunate sediziose (1995)[34].
- Luther Blissett, Mind Invaders. Come fottere i media. Manuale di guerriglia e sabotaggio culturale, Roma, Castelvecchi, 1995, ISBN 88-86232-50-0. URL consultato il 3 luglio 2010.
- Luther Blissett e Stewart Home, Green Apocalypse, Unpopular Books, Londra 1995
- Luther Blissett, Totò, Peppino e la guerra psichica - Materiali dal Luther Blissett Project, 1ª ed., Udine, AAA edizioni, 1996, ISBN 88-86828-00-4. URL consultato il 3 luglio 2010.
- Luther Blissett, Net.gener@tion: manifesto delle nuove libertà, Milano, Mondadori (Oscar narrativa), 1996 - ISBN 88-04-41473-1
- Luther Blissett, Anarchist Integralism: Aesthetics, Politics and the Après-Garde, Sabotage Editions, Londra 1997
- Luther Blissett, Lasciate che i bimbi... pedofilia, un pretesto per la caccia alle streghe, Castelvecchi, Roma 1997. ISBN 8882100332.
- Quaderni Rossi di Luther Blissett (1998)[35]
- Luther Blissett, Q, Torino, Einaudi, 1999, ISBN 978-88-06-15572-8.
- Luther Blissett Project, Nemici dello Stato: Criminali, "mostri" e leggi speciali nella società di controllo, Roma, DeriveApprodi, 1999, ISBN 88-87423-05-9.
- Luther Blissett y otros autores, Los Papeles de la Huelga de Arte 2000-2001, Barcellona 1999
- Luther Blissett, Pánico en las redes, Literatura Gris, Madrid 2000
- Luther Blissett, Totò, Peppino e la guerra psichica 2.0, 2ª ed., Torino, Einaudi, 2000, ISBN 978-88-06-15411-0.
- Luther Blissett, Sonja Brünzels, Autonome a.f.r.i.k.a. gruppe, Comunicazione-guerriglia. Tattiche di agitazione gioiosa e resistenza ludica all'oppressione, DeriveApprodi, Roma 2001. ISBN 8887423504.
- Luther Blissett e Cyrano Autogestito (a cura di), McNudo. Cento buone ragioni per stare alla larga da McDonald's, Stampa Alternativa, Viterbo 2001
- Luther Blissett (a cura di), Cyberunderground, Edizioni Simone, Napoli 2001
- Luther Blissett, The Invisible College, Edition Selene, Vienna 2002
- Luther Blissett, Vangelo Nichilista, 2008.[36]
- Luther Blissett, Il Luther Blissett Project a Roma 1995-1999, Roma, Rave Up Books, 2015.

## Musica
Musica scritta da/per Luther Blissett:
- 1995 - Luther Blissett: The Original Soundtracks, musiche composte da Le Forbici di Manitù (Alchemax/Vox Pop)[38]
- 1999 - Klasse Kriminale & Luther Blissett, Mind Invaders, vinile 7", Mad Butcher Records
- 2000 - Luther Blissett, The Open Pop Star[39]
- 2004 - Nel loro album Cabin in the Sky i Tuxedomoon includono un brano intitolato “Luther Blisset” [sic].
- 2005 - Nel suo album d’esordio Emcique Furilla il rapper francese Tchad Unpoe include un brano intitolato “Style Wu Ming (Signé Luther Blissett)”[40]
- 2007 - Il gruppo post-hardcore Luther Blissett, formato da Alessandro Rubin, Carlo Tufano e Mauro Di Leo, realizza l’album Narcoleptic Surfers [41]
- 2011-2013 - Il gruppo jazzcore Luther Blissett realizza quattro album[42]. La band risulta formata da Andrea Grillini, Antonio D'Intino, Carlo D'Alessandro, Dario Fariello e Lucio Gorenzi.[43]

## Filmografia
- Luther Blissett – Informati, credi, crepa, documentario di Dario Tepidino, 2019[44]

### Annotazioni
1. ↑  Cfr. (EN) Marco Deseriis, Improper Names: Collective Pseudonyms from the Luddites to Anonymous, Minneapolis/St.Paul, Minnesota University Press, 2015,  p. 296, ISBN 978-0-8166-9487-7. Deseriis conia il concetto di "nomi impropri" (improper names), che include due sotto-categorie: gli "pseudonimi collettivi" (collective pseudonyms), il cui utilizzo è controllato e centralizzato, e i "nomi di uso multiplo" (multiple-use names), soggetti a utilizzi "decentrati e idiosincratici". Per Deseriis "Luther Blissett" non è uno pseudonimo collettivo – com'è invece Wu Ming - ma un nome di uso multiplo. "Nome multiplo" (multiple name) è invece l'espressione usata dallo scrittore, artista e saggista inglese Stewart Home per una serie di nomi di uso multiplo – come Monty Cantsin e Karen Eliot – antesignani di Luther Blissett, usati tra gli anni settanta e gli anni novanta nell'ambito della Mail art e di avanguardie artistiche come il Neoismo, cfr.  Stewart Home, Assalto alla cultura. Le avanguardie artistico-politiche: lettrismo, situazionismo, fluxus, mail art, Milano, ShaKe Edizioni, 2010, ISBN 978-88-8886-590-4.
2. ↑  Nonostante alcuni articoli di stampa lo descrivano come irritato per l'uso collettivo del suo nome, il 30 giugno 2004 Luther Loide Blissett partecipa al programma sportivo televisivo britannico Fantasy Football League - Euro 2004, trasmesso su ITV. Durante la trasmissione dichiara scherzosamente di fare parte del Luther Blissett Project e legge ad alta voce, in italiano, la seguente frase da un manifesto del LBP: "Chiunque può essere Luther Blissett, semplicemente adottando il nome Luther Blissett”, cfr. Breve storia di Luther Blissett, in Il Post, 1º febbraio 2018.
3. ↑  Cfr. ” Finalmente Luther segna. 2 a 0 per Il Resto del Carlino, Cuore n.258, 27 gennaio 1996:

«Due le più recenti bufale, raccolte e spacciate per vere, che hanno portato al "commissariamento" del capocronista del giornale, Fabio Raffaelli, messo sotto la tutela del vicedirettore Mauro Tedeschini e contemporaneamente promosso capo redattore da Riffeser. Prima il Carlino esce con la lettera di una (inesistente) studentessa sieropositiva, costretta a prostituirsi e felice di vendicarsi bucando i preservativi dei clienti, lanciata con tanto di locandine nelle edicole. Nessuno si insospettisce del fatto che la missiva sia firmata L.B. (ovvero Luther Blissett). E nessuno controlla la fonte o si preoccupa di rintracciare la povera ragazza. Figuraccia epocale. Poi un altro scivolone. A tutte le redazioni bolognesi dei giornali arriva uno "scoop": la top model Naomi Campbell è in città per farsi "ritoccare" da un chirurgo. I quotidiani verificano con qualche telefonata, e scoprono che la bella Naomi non si è mai mossa da New York. Invece il Carlino ci casca e spara la notizia, con foto a colori in prima pagina. Autogol. Luther Blisset, da qualche parte se la ride.»
4. ↑  Cfr. Rocco Cotroneo, “Giornali, una risata vi seppellirà. Il movimento Luther Blissett beffa la Mondadori. E promette altre sorprese”, Corriere della Sera, 06/04/1996”:

«[Net.gener@tion] è al centro stesso di un caso singolare. Un collaboratore della casa di Segrate ne ha ricevuto il testo nella sua casella di posta elettronica, pezzo per pezzo. Pochi giorni fa, in occasione del lancio pubblicitario, Luther Blissett ha rivelato la beffa. Ecco cosa ha scritto Luther, sempre lui, alla casella di posta elettronica di "Corriere Multimedia": "Ho spedito alla Mondadori scarti del dibattito controculturale di due-tre anni fa, con alcuni passaggi chiaramente falsi e contraddittori. Li ho rifilati a una casa editrice che non può ne potrà possedere la creatura una e multipla che io sono". Aggiunge l'editore Alberto Castelvecchi, che si definisce punta emergente del movimento ("sto a Luther Blissett come il Sinn Fein sta all'Ira"); "L.B. non può tollerare che la Mondadori abbia posto il copyright sul libro e che curiosamente si sia dissociato dal contenuto, con una nota". In questo senso la beffa è perfettamente riuscita: il suo scopo - dicono gli ideatori - era dimostrare che nessuno, nemmeno una grande casa editrice, può davvero controllare ciò che pubblica. Potrebbe succedere la stessa cosa con l'articolo che state leggendo in questo momento. La storia della beffa potrebbe essere una beffa. Vedete voi.»
5. ↑  Cfr. M.D.C., “TV7, la messa nera di Luther Blissett, Il manifesto, 2 marzo 1997: 

«Un anno esatto di notizie sparse dedicate a una presunta setta satanica attiva nella Tuscia. Notizie riportate da quotidiani locali e nazionali, indagini dei carabinieri, e infine un video mandato in onda su Italia 1 dallo Studio aperto di Paolo Liguori. E dietro a questa "notizia", chi c'era? Luther Blissett, ancora lui, cioè il nome multiplo dietro al quale si celano molti "guerriglieri dell'informazione". Insomma, la storia della setta satanica era una nuova "truffa mediatica" che questa sera sarà svelata da TV7, il settimanale di attualità del Tg1, in onda alle 22.40. Le informazioni sull'attività della setta, viene ricordato nel programma, provenivano in grandissima parte da un sedicente comitato per "la salvaguardia della morale": inesistente. Un quotidiano è arrivato a pubblicare la notizia di una rissa, mai avvenuta, tra i membri della setta e quelli del comitato. Lo stesso comitato che recentemente ha fatto pervenire alle redazioni un video con le immagini di una presunta messa nera che prevedeva anche un sacrificio umano. Il Tg Lazio ha mostrato la cassetta ma non le immagini. Studio aperto invece le ha mostrate: soltanto una fiammella e in sottofondo strane litanie e le urla agghiacchianti di una ragazza (doveva essere la vergine sacrificata). Nella rubrica di TV7 "In coda", Gianluca Nicoletti, insieme alla giornalista Loredana Lipperini, esperta in controculture, svelerà la beffa analizzando l'originale del video che si conclude con una tarantella.»

### Riferimenti
1. ↑  Piermario Ciani, Dal Great Complotto a Luther Blissett, AAA edizioni, Bertiolo 2000, ISBN 88-86828-29-2. L'artista postale è Alberto Rizzi, accreditato da Wu Ming come ideatore della beffa a Chi l'ha visto e omaggiato con frequenti apparizioni nei romanzi del collettivo. In Q è Adalberto Rizzi detto "Frate Pioppo".
2. 1 2  Deseriis 2015, p.
3. ↑   Copia archiviata, su lachiavedisophia.com. URL consultato il 14 maggio 2023 (archiviato il 14 maggio 2023).
4. ↑  Who is Luther Blissett?, testo di presentazione del sito-archivio di Luther Blissett (1994-2000)
5. ↑  Cfr. Stefano Santangelo, "'UFO al popolo!' e rave nello spazio. Breve storia dei 'comunisti spaziali italiani'", Vice Italia, 06/09/2017.: "quasi tutti i membri di MIR sono stati parte attiva del Luther Blissett Project, da cui hanno ripreso le tecniche di sabotaggio mediatico e la riflessione sull'identità"; Cfr. anche Daniele Gambietta, "Pretendi la terza era spaziale", NOT, 26 febbraio 2019; A. M. Gittlitz, I Want To Believe: Posadism, UFOs and Apocalypse Communism, Pluto Press, Londra 2020, ISBN 978-07-4534-077-7, pagg. 177-189, capitolo "UFOs to the People".
6. ↑  Eurispes, Rapporto Italia 1999, capitolo V, scheda 41, "L'insurrezione invisibile: il caso Luther Blissett". Riprodotta integralmente sul sito lutherblissett.net (consultato il 24/09/2023.
7. ↑  “Seppuku!”, comunicato dell’1 settembre 1999
8. ↑  Indice dei brani e album interamente ascoltabile su lutherblissett.net
9. ↑  Cfr. Gianfranco Martelli, “È sparito il mago Kipper, chi l’ha visto?”, Corriere della Sera, 21/01/1995; Vanni Masala, “In cerca di Kipper che non esiste”, L’Unità, 21/01/1995; A.I., “Chi l’ha visto? E la burla dilaga”, Il Gazzettino, 19/01/1995.
10. ↑   "«Don Gelmini arrestato», ma era un falso annuncio, su archiviolastampa.it. URL consultato il 25 settembre 2023.;  Uno scherzo telefonico di Luther Blissett nel Gennaio 1997, su lutherblissett.net. URL consultato il 22 giugno 2021.;  Il lato oscuro di don Gelmini, su vice.com. URL consultato il 25 settembre 2023.
11. ↑  Cfr. la sezione “Darko Maver” sul sito ufficiale di Eva e Franco Mattes.
12. ↑  Cfr. "Falso sito del Vaticano su Internet", La Repubblica, 09/01/2000; "Internet, per un anno falso sito del Vaticano", La Stampa, 09/01/2000; "Chiuso il falso sito web del Vaticano", Wall Street Italia, 08/01/2000; "Se il papa esalta i condom e cita Max Pezzali", Una penna spuntata, 04/05/2021.
13. ↑   Breve storia di Luther Blissett, su ilpost.it. URL consultato il 30 luglio 2023.
14. ↑   La Stampa, La bufala di Ryanair che fa volare i profughi senza visto, su lastampa.it.
15. ↑  [’’La festa sull’autobus finisce in tribunale’’, L’Unità, 13 marzo 1997.]
16. ↑  Anch'io Luther Blissett, ho fatto la mia parte di disordinazioni, giugno 1995
17. ↑  Riccardo Paccosi, “Il teatro situazionautico Luther Blissett”, "Luther Blissett. Rivista mondiale di guerra psichica" # 0, Grafton 9, Bologna, aprile-maggio 1995.
18. ↑   Luther Blissett e la Fascia di Scarto, su aniene.net. URL consultato il 3 agosto 2009 (archiviato dall'url originale il 13 novembre 2011).
19. ↑  "Chi si nasconde dietro Luther Blissett?", "Io Donna", 15/05/1999.
20. ↑  "Tutti i misteri di Luther Blissett", "L'Unità", 30/04/1999.
21. ↑  Cfr. Florian Schneider, "Schule des Schwindelns", Der Spiegel, n.22, anno L, 25/05/1997.
22. ↑   Il nome multiplo di Umberto Eco, su lutherblissett.net. URL consultato il 13 settembre 2023.
23. ↑  Pina D'Aria, "Sembra Il nome della rosa ma si legge Q", Panorama, 25/02/99
24. ↑  Fiorella Iannucci, "Luther Blissett: il Cinquecento sembra il 2000", Il Messaggero, 06/03/1999
25. ↑  Loredana Lipperini, "Luther Blissett siamo noi", La Repubblica, 06/03/1999.
26. ↑  Wu Ming 1, La Q di Qomplotto. QAnon e dintorni: come le fantasie di complotto difendono il sistema, Roma, Alegre 2021, p. 571
27. ↑  Cfr. Antonella Beccaria, Bambini di Satana. Processo al diavolo: i reati mai commessi di Marco Dimitri, Stampa Alternativa, Viterbo 2006, ISBN 9788872269299; Valerio Varesi, "Morto il gran sacerdote dei Bambini di Satana, storia di un madornale errore giudiziario", La Repubblica - Bologna, 13/02/2021.
28. ↑  Chiara Somajini, ‘’Luther Blissett un nome per tutti’’, Il Sole 24 Ore, 25 gennaio 1998.
29. ↑  Bernardino Campello, ‘’Pedofilia attenti agli isterismi. Il nuovo Luther Blissett’’, La Repubblica, 1 dicembre 1997
30. ↑  Marco Trotta, Il libro dello scandalo, dal sito Zero in Condotta, 18 gennaio 2002
31. ↑  Atto di citazione presso il Tribunale di Bologna, 11 febbraio 1998, riportato integralmente nel n.3 della rivista Quaderni Rossi di Luther Blissett, gennaio 1999.
32. ↑  Cfr. Luigi Spezia, La pm Musti batte Luther Blissett, in La Repubblica, 11 dicembre 2001.
33. ↑  Wu Ming 1, La Q di Qomplotto. QAnon e dintorni. Come le fantasie di complotto difendono il sistema, Alegre, 2021, pp. 509-565. Si tratta dei capitoli 10, 11 e 12 della seconda parte del volume, intitolati “Il ritorno del diavolo in Europa e il caso Bambini di Satana”, “Bambini di Satana: comincia la guerriglia” e “Emilia paranoica + Fine del sogno”.
34. ↑  Tutti i numeri sono consultabili nella “Collezione Luther Blissett” dell’archivio digitale Grafton9, dedicato alle controculture – in particolare bolognesi – degli anni Novanta del XX secolo.
35. ↑  Tutti i numeri sono consultabili nella “Collezione Luther Blissett” dell’archivio digitale Grafton9.
36. ↑   Vangelo Nichilista, su Scribd. URL consultato il 14 dicembre 2016.
37. ↑  Indice sonoro su lutherblissett.net
38. ↑  "Luther Blissett: The Original Soundtracks": musiche composte da "Le Forbici di Manitù"
39. ↑  "Luther Blissett, The Open Pop Star", il cd definitivo di Luther Blissett
40. ↑   Tchad Unpoe, Emcique Furilla’’ su Discogs.com., su discogs.com.
41. ↑   Pagina della band, su luther-blissett.bandcamp.com.
42. ↑   Pagina della band, su lutherblissett.bandcamp.com.
43. ↑   Scheda della band, su Discogs.
44. ↑  Scheda del film su MyMovies